# Gadella brocca
Gadella brocca är en fiskart som beskrevs av Alphons Paulin och Roberts, 1997. Gadella brocca ingår i släktet Gadella och familjen Moridae. Inga underarter finns listade i Catalogue of Life.